# Flammepunkt
Flammepunktet er den minimumstemperatur, hvor en væske under normale trykforhold afgiver dampe i en antændelig koncentration.
Eksempelvis har benzin et flammepunkt på omtrent -24° C og afgiver ved almindelig stuetemperatur antændelige dampe, hvorimod petroleum har et flammepunkt på omtrent 35° C og derfor ikke afgiver brændbare dampe ved normal stuetemperatur. Det nøjagtige flammepunkt afhænger af væskens kemiske sammensætning, der for benzin og petroleum kan variere en del.